# ۱۴۰۸ (قمری)
۱۴۰۸ (قمری)، هزار و چهارصد و هشتمین سال در گاهشماری هجری قمری است. اول محرم این سال برابر با بیست و ششم اوت سال ۱۹۸۷ میلادی است.